# Sandnes (Finnmark)
Sandnes és una vila que pertany administrativament al municipi de Sør-Varanger, al comtat noruec de Finnmark. No hi ha dades de població ni de superfície. El poble compta amb una escola d'educació primària. També gaudeix d'un club d'esport local, on s'hi practica l'esquí i esports d'hivern.